# John Ritter
Jonathan Southworth Ritter (Burbank, 17 settembre 1948 – Burbank, 11 settembre 2003) è stato un attore statunitense, famoso soprattutto per essere stato protagonista delle sit-com Tre cuori in affitto e 8 semplici regole.
Nel corso della sua carriera ha vinto un Golden Globe e un Emmy.

## Biografia
Figlio del cantante country e attore Tex Ritter (1905-1974) e dell'attrice Dorothy Fay (1915-2003), nel 1967 cominciò la sua avventura nel mondo dello spettacolo facendo da disc jockey in una manifestazione di raccolta fondi per la lotta contro la sclerosi a placche; insieme al fratello Tom, riuscì a raccogliere milioni di dollari per la causa. Frequentò il liceo di Hollywood e l'University of Southern California, dove si laureò in psicologia come prima disciplina (major) e in architettura come seconda disciplina (minor).

### Carriera
Nel 1971 si laureò in arti drammatiche e, in seguito, partecipò a diversi spettacoli teatrali e a qualche puntata di serie famose, tra cui Starsky & Hutch e Love Boat.

#### Tre cuori in affitto
Nel 1977 arrivò la consacrazione con il telefilm Tre cuori in affitto (versione americana della sit-com britannica Un uomo in casa), mandata in onda dalla rete ABC, interpretando il ruolo di uno studente di culinaria single che condivide un appartamento in affitto con due ragazze. Grazie a questa interpretazione, otterrà una stella nella Hollywood Walk of Fame nel 1984. Le due ragazze erano in origine la bruna "Janet Wood" (Joyce DeWitt) e la bionda "Chrissy Snow" (Suzanne Somers). Nel corso della serie, il personaggio di Janet rimase inalterato, mentre Somers venne licenziata nel 1981 e altre attrici rimpiazzarono il suo ruolo interpretando personaggi diversi, inclusa la cugina di Chrissy, Cindy (Jenilee Harrison), l'infermiera Terri Alden (Priscilla Barnes), una nuova coinquilina senza vincoli di parentela con Chrissy. Il personaggio di John Ritter, Jack Tripper, si fingeva gay con il padrone di casa per poter dividere l'affitto e l'appartamento con le due donne. Lo show durò dal 1977 al 1984 con indici di ascolto sempre molto alti e un ottimo successo di pubblico. Dopo la chiusura della serie, Ritter recitò per un anno nello spin-off Tre per tre. La serie originale è ancor'oggi replicata in TV molto spesso ed è stata pubblicata in vari cofanetti DVD.

#### Altri ruoli

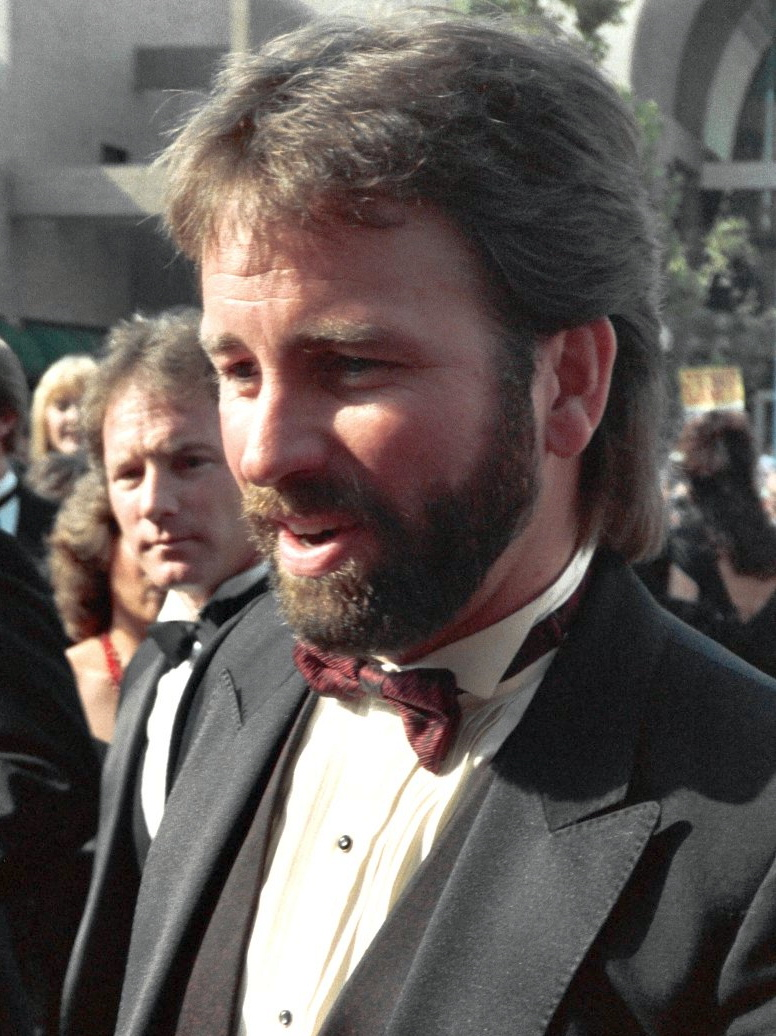
John Ritter ai Premi Emmy 1988

Nel 1978 interpretò il ruolo del manager di Ringo Starr nello speciale televisivo Ringo, e nel 1982, prestò la voce al personaggio di Peter Dickinson in Flight of Dragons. Hooperman fu il primo lavoro da attore per Ritter dopo la conclusione di Tre cuori in affitto. Nello show, interpretava la parte del detective Harry Hooperman. Nel 1992-1995 ritornò alla TV per tre stagioni nel ruolo di John Hartman in Hearts Afire. Nel 1996 recitò nel ruolo del "papà" nel video musicale del brano Innocent Eyes di Graham Nash. Altro grande successo furono i film Piccola peste (1990) e il sequel Piccola peste torna a far danni (1991), dove interpretò l'amorevole padre di Junior, un bambino molto vivace e geloso del padre.
Tra le varie partecipazioni a serie e miniserie televisive, si ricorda quella in It (1990), dove interpreta il ruolo di Ben Hanscom adulto, e in Scrubs (2002), come padre di J.D. Oltre a lavorare in televisione, Ritter apparve in numerosi film, tra i quali i più celebri sono la serie Piccola peste e Skin Deep - Il piacere è tutto mio (1989) di Blake Edwards.

### Morte

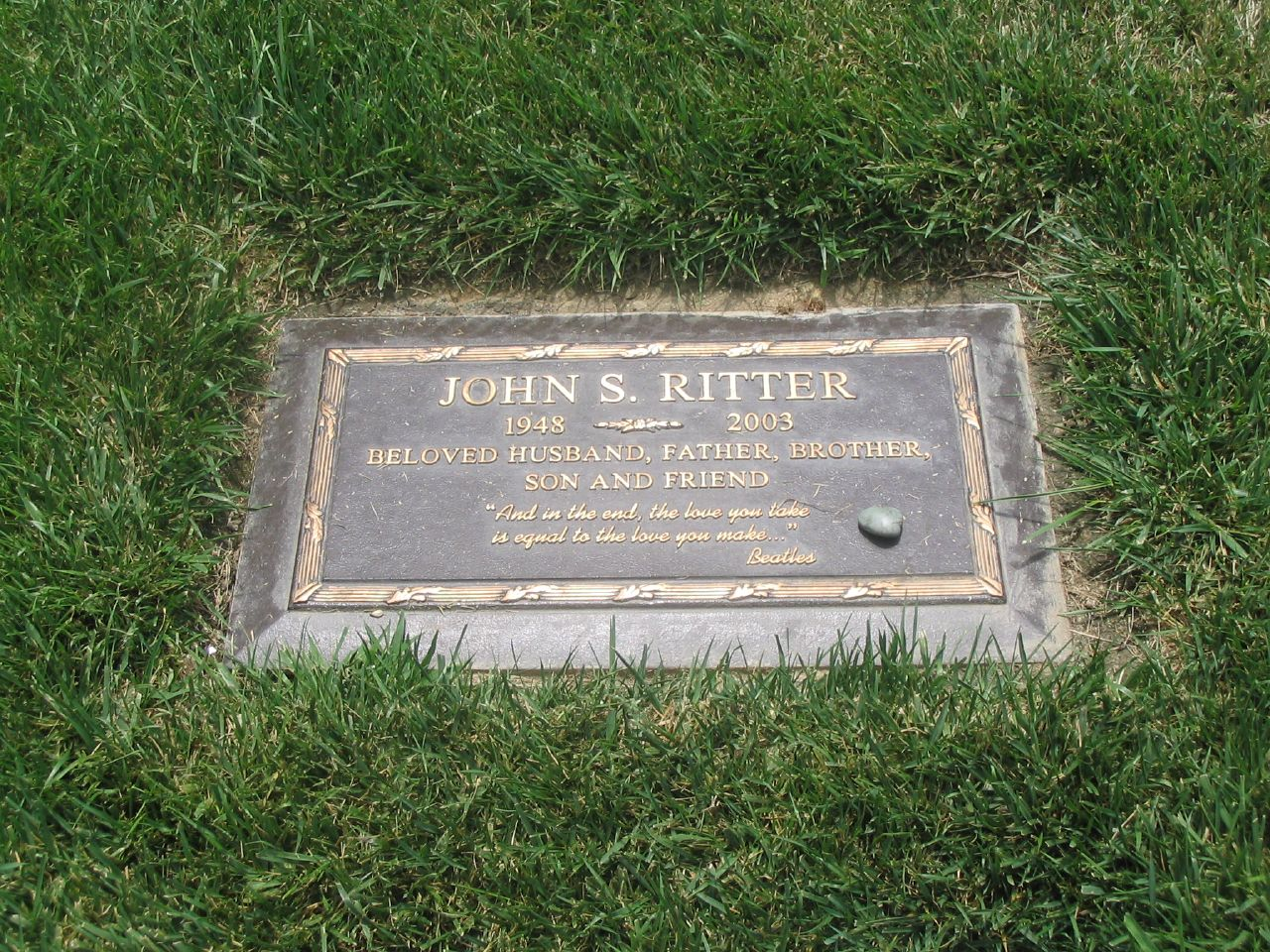
La tomba di John Ritter

Ritter morì l'11 settembre 2003, sei giorni prima del suo 55º compleanno, a seguito di un arresto cardiaco provocato da dissecazione aortica mentre si trovava sul set per girare un nuovo episodio della sitcom 8 semplici regole. È sepolto presso il Forest Lawn Memorial Park di Los Angeles, California.
Alla sua memoria sarà dedicato sia l'episodio di Scrubs La mia torta, nel quale J.D. si trova ad affrontare la morte di suo padre, sia il film Babbo bastardo, qui alla sua ultima apparizione cinematografica.

## Vita privata
Il 16 settembre 1977 sposò l'attrice Nancy Morgan. Dall'unione nacquero tre figli: Jason, Tyler (anch'essi attori) e Carly. La coppia divorziò nel settembre 1996.
Il 18 settembre 1999 sposò in seconde nozze l'attrice Amy Yasbeck, con la quale aveva lavorato in diversi film tra cui la serie Piccola peste, e con la quale ebbe un figlio, Noah Lee, (l'11 settembre 1998).

## Filmografia

### Cinema
- La TV ha i suoi primati (The Barefoot Executive), regia di Robert Butler (1971)
- L'ultimo eroe del West (Scandalous John), regia di Robert Butler (1971)
- Chi è l'altro? (The Other), regia di Robert Mulligan (1972)
- L'assassino di pietra (The Stone Killer), regia di Michael Winner (1973)
- Vecchia America (Nickelodeon), regia di Peter Bogdanovich (1976)
- Breakfast in Bed, regia di William Haugse (1977)
- Americathon, regia di Neal Israel (1979)
- Eroe offresi (Hero at Large), regia di Martin Davidson (1980)
- Io, modestamente, Mosè (Wholly Moses!), regia di Gary Weis (1980)
- ...e tutti risero (They All Laughed), regia di Peter Bogdanovich (1981)
- Real Men - Noi uomini duri (Real Men) regia di Dennis Feldman (1987)
- Skin Deep - Il piacere è tutto mio (Skin Deep), regia di Blake Edwards (1989)
- Piccola peste (Problem Child), regia di Dennis Dugan (1990)
- Piccola peste torna a far danni (Problem Child 2), regia di Brian Levant (1991)
- Rumori fuori scena (Noises off), regia di Peter Bogdanovich (1992)
- Frequenze pericolose (Stay Tuned), regia di Peter Hyams (1992)
- Genitori cercasi (North), regia di Rob Reiner (1994)
- Lama tagliente (Sling Blade), regia di Billy Bob Thornton (1996)
- Missione punitiva (Mercenary), regia di Avi Nesher (1996)
- Ecstasy Generation (Nowhere), regia di Gregg Araki (1997)
- A Gun, a Car, a Blonde, regia di Stefani Ames (1997)
- Hacks, regia di Gary Rosen (1997)
- Montana (Nowhere), regia di Jennifer Leitzes (1998)
- L'ombra del dubbio (Shadow of Doubt), regia di Randal Kleiser (1998)
- La sposa di Chucky (Bride of Chucky), regia di Ronny Yu (1998)
- Panic, regia di Henry Bromell (2000)
- Ostaggi della follia (TripFall), regia di Serge Rodnunsky (2000)
- Lost in the Pershing Point Hotel, regia di Julia Jay Pierrepont III (2000)
- Terror Tract, regia di Lance W. Dreesen e Clint Hutchison (2000)
- Tadpole - Un giovane seduttore a New York (Tadpole), regia di Gary Winick (2002)
- Man of the Year, regia di Straw Weisman (2002)
- Manhood, regia di Bobby Roth (2003)
- Babbo bastardo (Bad Santa), regia di Terry Zwigoff (2003) - postumo

### Televisione
- Crazy World, Crazy People – film TV (1968)
- Dan August – serie TV, 1 episodio (1970)
- Hawaii squadra cinque zero (Hawaii Five-O) – serie TV, 2 episodi (1971-1977)
- Evil Roy Slade, regia di Jerry Paris – film TV (1972)
- Una famiglia americana (The Waltons) – serie TV, 18 episodi (1972-1976)
- Medical Center – serie TV, 1 episodio (1973)
- Bachelor-at-Law, regia di Jay Sandrich – film TV (1973)
- M*A*S*H – serie TV, 1 episodio (1973)
- Kojak – serie TV,  episodio 1x15 (1974)
- Difesa a oltranza (Owen Marshall, Counselor at Law) – serie TV, 1 episodio (1974)
- The Bob Newhart Show – serie TV, 1 episodio (1974)
- Movin' On – serie TV, 1 episodio (1975)
- Mannix – serie TV, 1 episodio (1975)
- Great Performances – serie TV, 1 episodio (1975)
- The Bob Crane Show – serie TV, 1 episodio (1975)
- Petrocelli – serie TV, 1 episodio (1975)
- Barnaby Jones – serie TV, 1 episodio (1975)
- Le strade di San Francisco (The Streets of San Francisco) – serie TV, 1 episodio (1975)
- The Night That Panicked America, regia di Joseph Sargent – film TV (1975)
- Mary Tyler Moore (Mary Tyler Moore Show) – serie TV, 1 episodio (1975)
- A tutte le auto della polizia (The Rookies) – serie TV, 1 episodio (1975)
- Rhoda – serie TV, 2 episodi (1975-1976)
- Starsky & Hutch – serie TV, 1 episodio (1976)
- Doc – serie TV, 1 episodio (1976)
- Phyllis – serie TV, 1 episodio (1976)
- Love Boat (The Love Boat) – serie TV, 3 episodi (1977-1983)
- Tre cuori in affitto (Three's Company) – serie TV, 174 episodi (1977-1984)
- Ringo, regia di Jeff Margolis – film TV (1978)
- Dimentica il passato (Leave Yesterday Behind), regia di Richard Michaels – film TV (1978)
- I Roper (The Ropers) – serie TV, 1 episodio (1979)
- I novellini (The Associates) – serie TV, 1 episodio (1980)
- The Comeback Kid, regia di Peter Levin – film TV (1980)
- Insight – serie TV, 1 episodio (1981)
- L'ora della speranza (Pray TV), regia di Robert Markowitz – film TV (1982)
- Sei mesi d'amore (In Love with an Older Woman), regia di Jack Bender – film TV (1982)
- S.O.S. Limousine (Sunset Limousine), regia di Terry Hughes – film TV (1983)
- Love Thy Neighbor, regia di Tony Bill – film tv (1984)
- Pryor's Place – serie TV, 1 episodio (1984)
- Tre per tre (Three's a Crowd) – serie TV, 22 episodi (1984-1985)
- Terapia di gruppo (Letting Go), regia di Jack Bender – film TV (1985)
- Living Seas, regia di Ken Ehrlich – film TV (1986)
- Una storia dal Vietnam (Unnatural Causes), regia di Lamont Johnson – film TV (1986)
- A Smoky Mountain Christmas, regia di Henry Winkler – film TV (1986)
- L'ultima avventura (The Last Fling), regia di Corey Allen – film TV (1987)
- Prigione per minori (Prison for Children), regia di Larry Peerce – film TV (1987)
- Hooperman – serie TV, 42 episodi (1987-1989)
- Buon anno Topolino (Mickey's 60th Birthday), regia di Scott Garen – film TV (1988)
- Tricks of the Trade, regia di Jack Bender – film TV (1988)
- Have Faith – serie TV, 1 episodio (1989)
- La moglie di mio fratello (My Brother's Wife), regia di Jack Bender – film TV (1989)
- It (Stephen King's It), regia di Tommy Lee Wallace – miniserie TV (1990)
- Il sognatore di Oz (The Dreamer of Oz), regia di Jack Bender – film TV (1990)
- I Robinson (The Cosby Show) – serie TV, 1 episodio (1991)
- L'estate del mio bambino (The Summer My Father Grew Up), regia di Michael Tuchner – film TV (1991)
- Anything But Love – serie TV, 5 episodi (1991)
- Fish Police – serie TV, 6 episodi (1992)
- Hearts Afire – serie TV, 54 episodi (1992-1996)
- Un nuovo amore (Heartbeat), regia di Michael Miller – film TV (1993)
- Divorzio di sangue (The Only Way Out), regia di Rod Hardy – film TV (1993)
- The Larry Sanders Show – serie TV, 2 episodi (1993-1994)
- Dave's World – serie TV, 1 episodio (1994)
- Gramps - Secreto di famiglia (Gramps), regia di Bradford May – film TV (1995)
- Prigionieri di un incubo (The Colony), regia di Rob Hedden – film TV (1995)
- NewsRadio – serie TV, 1 episodio (1995)
- Legami violenti (Unforgivable), regia di Graeme Campbell – film TV (1996)
- Wings – serie TV, 1 episodio (1996)
- For Hope, regia di Bob Saget – film TV (1996)
- Il tocco di un angelo (Touched by an Angel) – serie TV, 2 episodi (1996-1999)
- Un giorno con il presidente (A Child's Wish), regia di Waris Hussein – film TV (1997)
- Dead Man's Gun, regia di Joseph L. Scanlan – film TV (1997)
- Over the Top – serie TV, 1 episodio (1997)
- Buffy l'ammazzavampiri (Buffy the Vampire Slayer) – serie TV, 1 episodio (1997)
- Tutti i colori della menzogna (Loss of Faith), regia di Allan A. Goldstein – film TV (1997)
- Matrimonio d'occasione (Chance of a Lifetime), regia di Deborah Reinisch – film TV (1998)
- Ally McBeal – serie TV, 2 episodi (1998)
- Dead Husbands, regia di Paul Shapiro – film TV (1998)
- L'atelier di Veronica (Veronica's Closet) – serie TV, 2 episodi (1999)
- L'uomo dei miracoli (Holy Joe), regia di Larry Peerce – film TV (1999)
- Piovuto dal cielo (It Came from the Sky), regia di Jack Bender – film TV (1999)
- Sottile come la morte (Lethal Vows), regia di Paul Schneider – film TV (1999)
- Chicago Hope – serie TV, 1 episodio (2000)
- In tribunale con Lynn (Family Law) – serie TV, 1 episodio (2000)
- Felicity – serie TV, 7 episodi (2000-2002)
- Tucker – serie TV, 1 episodio (2001)
- The Ellen Show – serie TV, 1 episodio (2002)
- Law & Order - Unità vittime speciali (Law & Order: Special Victims Unit) – serie TV, episodio 3x11 (2002)
- Breaking News – serie TV, 1 episodio (2002)
- Scrubs - Medici ai primi ferri (Scrubs) – serie TV, 2 episodi (2002)
- 8 semplici regole (8 Simple Rules) – serie TV, 31 episodi (2002-2003)

### Doppiaggio
- Il volo dei draghi (The Flight of Dragons), regia di Jules Bass e Arthur Rankin Jr. (1982)
- King of the Hill – serie TV, 4 episodi (1997-2004)
- Batman of the Future (Batman Beyond) – serie TV, 1 episodio (2000)
- Clifford (Clifford the Big Red Dog) – serie TV, 42 episodi (2000-2003)
- Clifford e i suoi amici acrobati (Clifford's Really Big Movie), regia di Robert C. Ramirez (2004) - postumo
- Stanley's Dinosaur Round-Up, regia di Jeff Buckland (2006) - postumo

## Doppiatori italiani
Nelle versioni in italiano delle opere in cui ha recitato, John Ritter è stato doppiato da:
- Massimo Rossi in Lama tagliente, Legami violenti, Scrubs - Medici ai primi ferri, 8 semplici regole… per uscire con mia figlia , Babbo bastardo
- Roberto Chevalier in ...e tutti risero, I Robinson
- Mario Cordova in Skin Deep - Il piacere è tutto mio, It
- Roberto Rizzi in Piccola peste, Piccola peste torna a far danni
- Oreste Baldini in Rumori fuori scena, Frequenze pericolose
- Mauro Gravina in Ostaggi della follia, Gramps - Segreto di famiglia
- Angelo Maggi in Una storia dal Vietnam, Law & Order - Unità vittime speciali
- Romano Malaspina in Chi è l'altro?
- Tonino Accolla in Real Men - noi uomini duri
- Francesco Vairano in Buon anno Topolino
- Michele Gammino in L'ombra del dubbio
- Antonio Sanna in La sposa di Chucky
- Carlo Valli in Tadpole - Un giovane seduttore a New York
- Massimo Giuliani in Starsky & Hutch
- Rino Bolognesi in Love Boat
- Sandro Acerbo in Tre cuori in affitto (st. 1-6)
- Giorgio Melazzi in Tre cuori in affitto (st. 7-8)
- Gioacchino Maniscalco in S.O.S. Limousine
- Fabrizio Temperini in La moglie di mio fratello
- Carlo Cosolo ne Il sognatore di Oz
- Luciano Roffi in Buffy l'ammazzavampiri
- Silvano Piccardi in Ally McBeal
- Nino Prester in Sottile come la morte
- Sergio Lucchetti in Felicity

Come doppiatore è sostituito da:
- Davide Lepore in Clifford
- Luca Sandri in Il volo dei draghi

## Riconoscimenti
- Primetime Emmy Awards
  - 1984 – Migliore attore protagonista in una serie commedia per Tre cuori in affitto